# 대학 신입생 오달자의 봄
대학 신입생 오달자의 봄은 1983년 공개된 대한민국의 영화이다.

## 배역
- 이미영 : 오달자 역
- 전영록
- 이승현
- 손창호
- 조주미
- 김은선
- 김인문
- 김애경